# Кріолітозона
Кріолітозо́на (рос. криолитозона, англ. cryolitic zone,  cryolithozone; нім. Frostboden m) — частина кріосфери, яка являє собою верхній шар земної кори, для якого характерна мінусова температура ґрунтів, гірських порід або можливість існування підземного льоду.
За тривалістю існування виділяють багаторічну кріолітозону (декілька років — тисячі років) і сезонну (області сезонного промерзання порід). Багаторічна кріолітозона поділяється на субаеральну сушу, субгляціальну — під льодовиками і субмаринну — під акваторією морів і океанів.
Субаеральна кріолітозона приблизно збігається за площею з областю вічної мерзлоти, в якій розвинені багатолітньомерзлі породи, що займають 25% суші.
Субмаринна кріолітозона приурочена до території Полярного басейну. Вона включає океанічну і шельфову кріолітозону Океанічна кріолітозона охоплює значну частину западини Арктичного басейну. Вона представлена породами, насиченими морською водою з температурами до −1,7°С, і має потужність в декілька десятків метрів.
Субгляціальна кріолітозона поширена під холодними льодовиками, у яких температура льоду на підошві нижча за 0°С.
Середньорічні температури і потужність субгляціальної кріолітозони варіюють у великих межах (середня температури від 0 до −20°С і нижча, потужність від перших м до 500 м і більша).
Сезонна кріолітозона поділяється на зони систематичного (щорічного) і несистематичного (нещорічного) сезонного промерзання.
Найбільша глибина сезонномерзлого шару 4—6 м. Для кріолітозони характерні кріогенні процеси і явища — кріогенне вивітрювання порід і нівація, кріолітогенез осадів, морозобійне розтріскування і утворення вторинножильного льоду, пластичні деформації мерзлих дисперсних порід і підземного льоду, багаторічне і сезонне здимання, соліфлюкція і курумоутворення, термокарст, термоерозія і термоабразія, наледеніння та інше.